# Station Roc-Saint-André - La Chapelle
Station Roc-Saint-André - La Chapelle is een spoorwegstation in de Franse gemeente Val d'Oust. Het station is gesloten.